# Podops
Podops är ett släkte av insekter. Podops ingår i familjen bärfisar.
Släktet innehåller bara arten Podops inunctus.